# Avengers: Doomsday
Avengers: Doomsday är en kommande amerikansk superhjältefilm baserad på superhjältegruppen Avengers från Marvel Comics, producerad av Marvel Studios. Filmen är regisserad av Anthony och Joe Russo, efter ett manus av Stephen McFeely. Det kommer att bli den femte filmen i Avengers-serien och den 39:e filmen i Marvel Cinematic Universe (MCU).
Filmen är planerad att ha biopremiär i Sverige den 18 december 2026, utgiven av Walt Disney Studios Motion Pictures.

## Rollista (i urval)
- Chris Hemsworth – Thor
- Vanessa Kirby – Sue Storm / Invisible Woman
- Anthony Mackie – Sam Wilson / Captain America
- Sebastian Stan – Bucky Barnes
- Letitia Wright – Shuri / Black Panther
- Paul Rudd – Scott Lang / Ant-Man
- Wyatt Russell – John Walker / U.S. Agent
- Tenoch Huerta Mejía – Namor
- Ebon Moss-Bachrach – Ben Grimm / The Thing
- Simu Liu – Xu Shang-Chi
- Florence Pugh – Yelena Belova
- Kelsey Grammer – Hank McCoy / Beast
- Lewis Pullman – Bob / Sentry
- Danny Ramirez – Joaquin Torres / Falcon
- Joseph Quinn – Johnny Storm / Human Torch
- David Harbour – Alexei Shostakov / Red Guardian
- Winston Duke – M'Baku
- Hannah John-Kamen – Ava Starr / Ghost
- Tom Hiddleston – Loki
- Patrick Stewart – Charles Xavier / Professor X
- Ian McKellen – Erik Lehnsherr / Magneto
- Alan Cumming – Kurt Wagner / Nightcrawler
- Rebecca Romijn – Raven Darkhölme / Mystique
- James Marsden – Scott Summers / Cyclops
- Channing Tatum – Remy LeBeau / Gambit
- Pedro Pascal – Reed Richards / Mr. Fantastic
- Robert Downey, Jr. – Victor von Doom / Doktor Doom

## Produktion
Två nya Avengers-filmer, The Kang Dynasty och Secret Wars, tillkännagavs i juli 2022 som avslutningen på MCU:s sjätte fas och "The Multiverse Saga". Destin Daniel Cretton anställdes för att regissera The Kang Dynasty och Jonathan Majors skulle återuppta sin MCU-roll som skurken Kang the Conqueror. Jeff Loveness gick med som författare i september samma år. I november 2023 avgick Cretton, Michael Waldron ersatte Loveness som författare, och Marvel övervägde att flytta bort från Kang-historien på grund av Majors juridiska frågor gällande en misstänkt misshandel. I juli 2024 blev det officiellt att bröderna Russo skulle återvända som regissörer och Stephen McFeely som författare, samt castingen av Robert Downey, Jr. som den nya skurken Doktor Doom, och den nya filmtiteln Doomsday.

### Inspelning
Filmen började spelas in den 26 mars 2025 i London. Inspelningarna förväntades ursprungligen börja i början av 2024, men försenades på grund sparken av Majors och filmens kreativa förändringar. Inspelningarna förväntas pågå fram till augusti 2025.

### Musik
I april 2024 indikerade Alan Silvestri att han kunde komponera musiken för ett kommande MCU-projekt efter att ha gjort det tidigare för Infinity War, Endgame och andra MCU-filmer. I juli samma år bekräftades det att han skulle återvända som kompositör för både Doomsday och Secret Wars.